# Гірнича промисловість Північної Америки
Гірнича промисловість Північної Америки
Країни Північної Америки являють собою один з основних регіонів з видобутку мінеральної сировини в світі.
У кінці ХХ ст. континент займав 1-е місце з видобутку нафти, природного газу, кам'яного вугілля, руд урану, міді, свинцю і цинку, нікелю, вольфраму, молібдену, срібла, літію, рідкісних металів, фосфоритів, калійних солей, сірки, азбесту, ільменіту; 2-е — за залізними рудами, рудами ванадію, кобальту, ртуті, золота, металів платинової групи, ніобію і флюориту.
Частка США у загальній вартості гірничої продукції континенту складала понад 65 %, Канади близько 20 % і Мексики 15 %.
Невеликі держави, розташовані між Мексикою і Панамою, відіграють незначну роль у гірн. промисловості. У Гватемалі видобувають нікель і мідь, Сальвадорі — золото і срібло, Гондурасі — свинець, цинк, срібло, Нікарагуа — золото, срібло, Коста-Риці — золото і срібло, Домініканській Республіці — нікель, срібло, золото. На Ямайці видобувають значну кількість бокситів, у Тринідаді і Тобаго розробляють нафтові і газові родовища.